# Gnomidolon pubicolle
Gnomidolon pubicolle es una especie de escarabajo longicornio del género Gnomidolon, categorizada en la tribu Hexoplonini, de la subfamilia Cerambycinae. Fue descrita por Joly en 1990.

## Descripción
Mide 11,9 mm de longitud.

## Distribución
Se distribuye por Venezuela.